# Ucides
Ucides là một chi cua rừng ngập mặn, chỉ chứa 2 loài:

## Các loài
- Ucides cordatus (Linnaeus, 1763) – Bờ biển tây Đại Tây Dương, từ Florida tới Uruguay.
- Ucides occidentalis (Ortmann, 1897) – Bờ biển đông Thái Bình Dương, từ Mexico tới Peru.

## Phát sinh chủng loài
Vị trí phát sinh chủng loài của Ucides trong nhiều năm là không chắc chắn. U. cordatus trong một thời gian dài được đặt trong họ Gecarcinidae do sự tương đồng bề ngoài với các chi như Cardisoma. Năm 1969 Chace & Hobbs chuyển nó sang họ Ocypodidae. Năm 1983 Türkay ủng hộ điều này và đặt nó trong phân họ Heloecinae H. Milne Edwards, 1852. Năm 2005 Števčić thiết lập phân họ Ucidinae trong họ Ocypodidae. Các tác giả sau này như Ng et al. (2008), De Grave et al. (2009), Davie et al. (2015) đều công nhận họ Ucididae.
Nghiên cứu năm 2016 của Shih et al. sửa đổi họ Ocypodidae, chỉ công nhận Ucides như là một nhánh ở cấp phân họ trong họ này và duy trì danh pháp Ucidinae.

## Lưu ý
Năm 1767 Carl Linnaeus đặt tên một loài là Cancer uca, sau này người ta nhận ra rằng nó chính là Cancer cordatus mà ông đã đặt tên năm 1763. Tên địa phương "uçá" là một trong những tên bản địa mà nhà tự nhiên học Georg Marggraf sử dụng trong Historia Naturalis Brasiliae (1648) và được giới thiệu vào danh pháp động vật, như Cancer uca - loài hiện nay được biết đến như là Ucides cordatus. Tên "uca" hiện nay gắn liền với chi Uca Leach, 1814 (còng) với loài điển hình của nó là Uca major Herbst, 1782. Ngược lại, Uca Latreille, 1819 (đồng âm muộn của Uca Leach, 1814) lại có Cancer uca Linnaeus, 1767 là loài điển hình. Tất nhiên, cả Cancer cordatus Linnaeus, 1763 lẫn Cancer uca Linnaeus, 1767 đều không là còng trong chi Uca. Để tránh lộn xộn, năm 1897 Rathbun đã đề xuất Ucides làm tên gọi thay thế cho Uca Latreille, 1819, nhưng chọn Cancer cordatus Linnaeus, 1763 làm loài điển hình, do bà nhận ra rằng nó là đồng nghĩa sớm của Cancer uca Linnaeus, 1767.
Độc lập với Rathbun và cùng trong năm 1897, Ortmann đề xuất Oedipleura làm tên thay thế cho Uca Latreille, 1819, nhưng không liệt kê loài nào là điển hình của chi mới này nên nó tự động nhận Cancer uca Linnaeus, 1767 làm loài điển hình, giống như Uca Latreille, 1819.
Đây chính là lý do giải thích tại sao Ucides và Oedipleura mặc dù đều là tên đề xuất thay thế cho Uca Latreille, 1819 nhưng lại có các tên gọi khác nhau nhưng đồng nghĩa đối với loài điển hình của chúng.